# 슈니크주

슈니크주의 위치

슈니크주(아르메니아어: Սյունիքի մարզ)는 아르메니아 최남단에 위치한 주로, 주도는 카판이며 면적은 4,506km2, 인구는 134,061명(2002년 기준)이다. 서쪽으로는 아제르바이잔의 나히체반 자치공화국, 동쪽으로는 아제르바이잔 본토, 남쪽으로는 이란과 접한다.